# Bacillus whitei
Bacillus whitei är en insektsart som beskrevs av Giuseppe Nascetti och L. Bullini 1981. Bacillus whitei ingår i släktet Bacillus och familjen Bacillidae. Inga underarter finns listade.